# .gm
.gm este un domeniu de internet de nivel superior, pentru Gambia (ccTLD).